# Astugue
Astugue település Franciaországban, Hautes-Pyrénées megyében. Lakosainak száma 265 fő (2022. január 1.). Astugue Orincles, Labassère, Arrayou-Lahitte, Loucrup, Montgaillard, Neuilh, Ossun-ez-Angles és Trébons községekkel határos.

## Népesség
A település népességének változása:
| Lakosok száma | 275  | 265  | 270  | 258  | 262  | 263  | 265  | 266  | 265  |
|               | 2013 | 2015 | 2016 | 2017 | 2018 | 2019 | 2020 | 2021 | 2022 |